# Sapromyza unizona
Sapromyza unizona is een vliegensoort uit de familie van de Lauxaniidae. De wetenschappelijke naam van de soort is voor het eerst geldig gepubliceerd in 1908 door Hendel.